# Cao Viên
Cao Viên là một xã thuộc huyện Thanh Oai, thành phố Hà Nội, Việt Nam.

## Vị trí địa lý
Cao Viên nằm sát trên đường quốc lộ 21B, đường rẽ vào xã tại Km 7 + 100 trên quốc lộ 21B. Xã Cao Viên nằm ở rìa phía Tây của huyện Thanh Oai, bên bờ phải (bờ đông) sông Đáy. Sông Đáy là ranh giới tự nhiên của xã với các xã của huyện Chương Mỹ là 2 xã: Thụy Hương (ở phía Tây Bắc) và Lam Điền (ở phía Tây Nam). Cao Viên tiếp giáp các xã cùng huyện Thanh Oai sau: phía Nam giáp xã Thanh Cao, phía Đông Nam là xã Bình Minh (ranh giới là quốc lộ 21B), phía Đông Bắc là xã Bích Hòa. Phía Bắc, Cao Viên tiếp giáp Đồng Mai, vốn từng là một xã của huyện Thanh Oai, nay là một phường (phường Đồng Mai) của quận Hà Đông, Hà Nội.

## Lịch sử
Vùng đất xã Cao Viên vốn là một khúc đổi dòng của sông Đáy từ rất xưa, ngày nay dấu vết còn để lại trên địa xã là một dãy hồ đầm hình móng ngựa nằm ở phía tây xã, ăn lõm sang phía huyện Chương Mỹ. Tới đầu thế kỷ 14, vùng đất xã Cao Viên ngày nay là 3 làng xã phía Nam (chiếm nửa số xã thời đó) của tổng Đồng Dương huyện Thanh Oai phủ Ứng Thiên trấn Sơn Nam Thượng, đó là các làng xã: Cao Bộ (高 步), Đàn Viên và Phù Lạc. (3 làng xã còn lại ở phía bắc của tổng Đồng Dương là: Đồng Dương, Mai Lĩnh và Đồng Hoành, nay là phần đất thuộc phường Đồng Mai quận Hà Đông). Trước năm 1995, tức là trước khi có lệnh cấm đốt pháo trong các dịp lễ hội, 3 làng trong xã Cao Viên cùng với làng Bình Đà xã Bình Minh bên cạnh có nghề truyền thống sản xuất pháo hoa và pháo nổ phục vụ các dịp lễ hội và ngày tết nguyên đán.

## Hành chính
Xã Cao Viên gồm 7 thôn: thôn Bãi 1, thôn Bãi 2, thôn Vĩ, thôn Đống, thôn Trung, thôn Đàn Viên, thôn Phù Lạc.

## Văn hóa
Làng Cao bộ ngoài nghề làm pháo trước đây thì còn nghề làm nem thính. Nguyên liệu gồm: thịt lợn sống, bì lợn, mỡ lợn và thính. Nem này được coi là đặc sản của địa phương, người dân nơi đây. Trong các dịp lễ-tết, cưới xin hầu như các gia đình đều bày biện món này để đãi khách.